# Ручкин, Александр Александрович
Алекса́ндр Алекса́ндрович Ру́чкин (26 ноября 1963, Казахская ССР — 2 сентября 2015, Перу) — советский и российский альпинист, мастер спорта СССР, заслуженный мастер спорта России, мастер спорта России международного класса, чемпион СНГ в зимнем и высотно-техническом классах, многократный чемпион России в техническом и скальном классах, двукратный обладатель «Золотого ледоруба России», а также международной награды за выдающиеся достижения в альпинизме «Золотой ледоруб» (в команде — за первопрохождение северной стены Жанну (7710 м), Гималаи).
Всего совершил более трёхсот восхождений, в том числе более ста высшей категории сложности, из которых двенадцать стенных сложнейших первопрохождений на Кавказе, Памиро-Алае, Тянь-Шане, в Альпах, Андах, Гренландии и Гималаях.

## Биография
Александр Ручкин родился 26 ноября 1963 года в Казахстане «в небольшом городке, находящемся в степи, куда регулярно приземлялись космонавты». Позже семья переехала на Украину. В детстве и юности занимался гандболом, десятиборьем, спортивной стрельбой, дзюдо — последним некоторое время продолжал заниматься и в более зрелом возрасте.
После окончания школы поступил в Харьковское высшее военное командно-инженерное училище ракетных войск. В 1984 году, во время учёбы в училище, впервые сходил в несложный горный поход на Кавказ, после которого решил попробовать свои силы в альпинизме. Начал тренироваться в секции при заводе «Кировец» под началом тренера Игоря Винокура. В 1985 году за две смены обучения в альплагере «Эльбрус» на Кавказе получил свой первый (3-й) спортивный разряд по альпинизму.

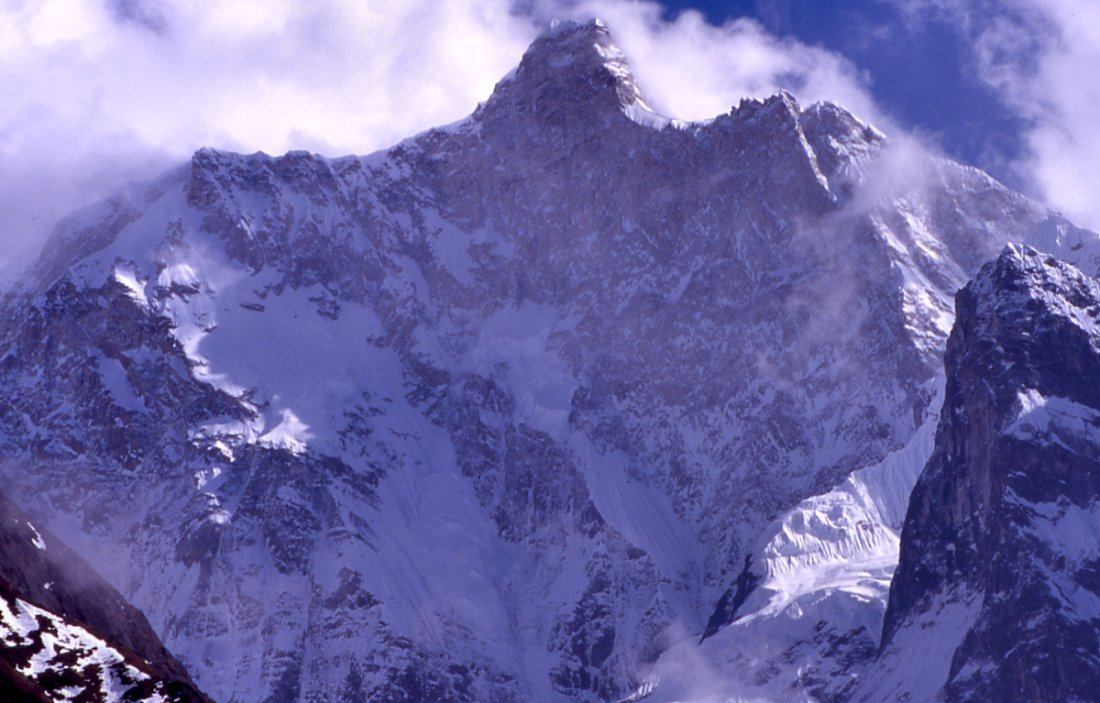
Северная стена Жанну

«Я хочу, чтобы люди, далёкие от альпинизма поняли: то, что сделала русская команда на Жанну, можно сравнить лишь с маршем по Луне!»
В 1986 году по окончании училища получил распределение (по собственному желанию) для дальнейшего прохождения службы в город Алейск (Алтайский край). В том же году на сборах в альплагере «Варзоб» (Таджикистан) «закрыл» 2-й альпинистский разряд. В 1989 году, спустя три года службы, вместе с сослуживцем, другом и партнёром по восхождениям Сергеем Капраловым был уволен из рядов вооружённых сил, в связи с чем они «стали свободными от военного маразма и были безмерно счастливы». В этом же году Александр Ручкин окончил школу инструкторов в учебно-методическом центре «Эльбрус», а с командой Сибирского военного округа по альпинизму занял третье место в чемпионате Вооруженных Сил. В конце лета переехал во Фрунзе на альпинистскую базу «Ала—Арча», на которой прожил несколько лет и работал тренером-инструктором в ЦСКА.
После распада СССР Александр переехал в Омск, в котором прожил более пяти лет, женился. Через некоторое время переехал в Алма-Ату, а в 2003 году перебрался в Санкт-Петербург, где жил с семьёй вплоть до своей трагической гибели.
В период с 1990 по 2000 годы в составе различных команд совершил значительное число сложнейших (преимущественно скальных стеновых) восхождений V—VI категорий сложности, многие из которых получили призовые места на чемпионатах СССР, СНГ и России в скальном, техническом и высотно-техническом классах. В 1991 году за 3-е место на чемпионате СССР по альпинизму получил звание Мастер спорта СССР, а в 1994 году был удостоен звания Мастер спорта России международного класса.
С 1996 по 2007 годы А. Ручкин участвовал в проекте «Русский путь — стены мира» (руководитель А. Одинцов), целью которого являются восхождения по новым маршрутам по самым известным и сложным скальным стенам в мире. В рамках этого проекта Ручкиным были пройдены западная стена пика Аксу (Туркестанский хребет) (1-е место на чемпионате России в техническом классе), Стена Троллей (Норвегия), Большой Парус (англ. Great Sail Peak) (Баффинова Земля, лучшее восхождение года), Кызыл-Аскер (Тянь-Шань), Северная стена Жанну (Гималаи). После восхождение на Кызыл-Аскер он принял решение выйти из проекта.
С середины 2000-х годов география восхождений Александра была очень широка. В 2008 году совершён ряд восхождений в Перу и Аргентине. В 2009 году за первовосхождение в связке с альпинистом из Кыргызстана Михаилом Михайловым на Пик 6134 м в массиве Минья-Конка (Сычуань, Китай) Ручкин стал обладателем главной национальной премии страны «Золотой ледоруб России» (за это же восхождение двойка также была номинирована на альпинистский «Оскар» Piolet d’Or).

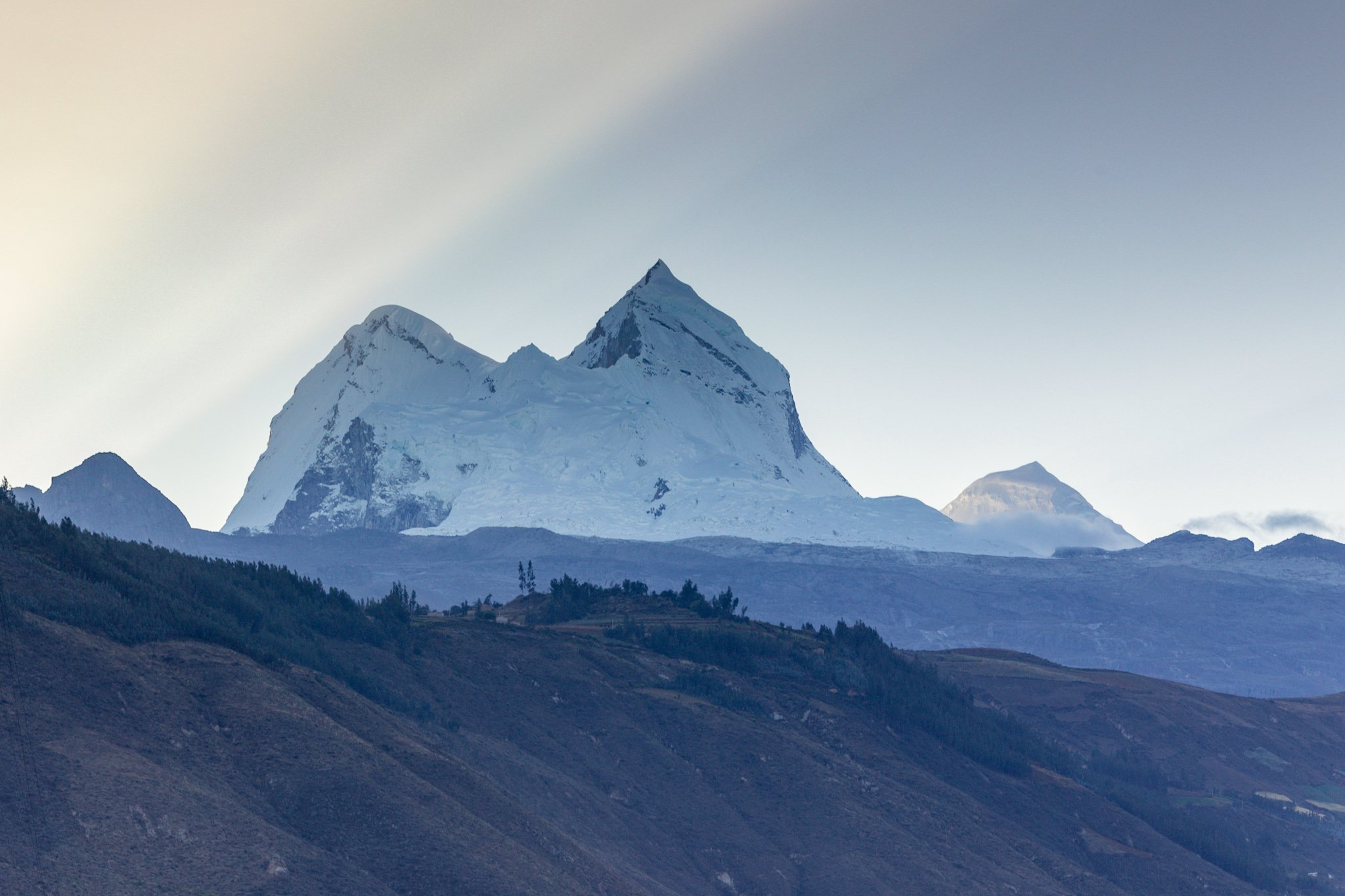
Массив Уандой

В 2010 году проведено несколько экспедиции в Патагонию и Альпы. В мае 2011 года Ручкин и Михайлов совершили первовосхождение на вершину Акулий Зуб (англ. Shark Tooth) в Гренландии. В декабре 2013 года за восхождение на гималайский шеститысячник Кусум-Кангуру по маршруту «Проваливаясь в пустоту» (в двойке с Вячеславом Ивановым) А. Ручкин стал двухкратым обладателем «Золотого ледоруба России». Церемония награждения состоялась 14 декабря в Международном пресс-центре РИА-новости.
В августе 2015 года А. Ручкин в двойке с В. Ивановым планировали восхождение на вершину Уандой-Южная (Анды). 12 августа они прибыли в Перу, а 17 августа начали обработку маршрута. 27 августа от двойки было получено последнее сообщение, после чего альпинисты перестали выходить на связь. 2 сентября вышедшим на поиски пропавших альпинистов спасательным отрядом компании Peru Expeditions на высоте 5300 метров были найдены их тела. Точные обстоятельства трагедии не выяснены. По результатам разбора несчастного случая комиссия Федерации альпинизма России назвала причиной гибели Ручкина и Иванова срыв на крутом (до 60°) снежно-ледовом склоне с последующим падением на глубину нескольких сотен метров. Наиболее вероятной причиной срыва называется камнепад, однако не исключается и просто срыв одного из альпинистов, который мог привести к срыву напарника или вырыву станции, организованной на снежных крючьях.
Прощание с Александром Александровичем Ручкиным состоялось 19 сентября 2015 года.
Памяти Ручкина посвятил свой прыжок 25 октября 2016 года с Чо-Ойю (установив новый мировой рекорд в бейсджампинге) Валерий Розов:
«… Сейчас, когда все успешно завершилось, я очень рад, что мне удалось совершить этот прыжок, и не только потому, что это мировой рекорд или мое личное спортивное достижение, но и в память о моем погибшем друге Александре Ручкине…».
Тремя годами ранее, в мае 2012, Александр Ручкин, Валерий Розов и Виктор Володин стали первыми россиянами, покорившими сложную вершину Шивлинг (Индия).

## Наиболее выдающиеся восхождения
- 1991 — п. Свободная Корея — 3 место на чемпионате СССР (зимнее восхождение)
- 1992 — п. Свободная Корея — 1 место на чемпионате СНГ в зимнем классе
- 1992 — п. Россия (Памир) — 1 место на чемпионате СНГ в высотно-техническом классе
- 1994 — п. Аксу (Памиро-Алай) — 1 место на чемпионате России в техническом классе
- 1995 — п. Аксу — 1 место на чемпионате России в техническом классе
- 1996 — п. Аксу — 1 место на чемпионате России в техническом классе
- 1997 — Стена Троллей (Норвегия) — 1 место на чемпионате России в скальном классе
- 1998 — Пти-Дрю (Альпы) — 1 место на чемпионате России
- 2001 — Латок III (Пакистан) — попытка прохождения
- 2002  — Большой Парус (Баффинова Земля, Канада) — лучшее восхождение года
- 2003 — Хан-Тенгри (Тянь-Шань)
- 2004 — Северная стена Жанну (Непал).
- 2006 — Миссес-Тау (Кавказ).
- 2007 — Торре-дель-Пейн (Анды)
- 2007 — Кызыл-Аскер (Тянь-Шань)
- 2008 — Серро-Торре (Анды)
- 2010 — Ульветанна, Тангегесписсен, Холтана (Антарктида)
- 2012 — Шивлинг, (Индия)
- 2013 — Килиманджаро (Африка)[1][3][5][20][21].